# Саурон
Саурон (/'sɑʊɻɒn/, от куенийски – „ненавистния“) е главен герой, айнур, един от маярите и основен антагонист (като създател на Единствения пръстен) в произведението “Властелинът на пръстените“ на Дж. Р. Р. Толкин, обитава и управлява земите на Мордор, с желание и план да управлява цялата Средна земя. В книгата “Хобитът“ той се споменава като “Некромантът“ и освен това има много други прозвища и имена сред народите в Средната земя. В “Силмарилион“, Саурон е описан като главен лейтенант на първия мрачен владетел Моргот.
Макар Толкин да отрича, че абсолютно зло може да съществува, в някои свои писма заявява, че Саурон е най-близко (доколкото е възможно) до напълно зла воля и мисъл. Някои автори сравняват Саурон с главния герой на романа на Брам Стокър от 1897 г. Дракула и с Балор на злото око в келтската митология. Саурон се вижда за кратко в човешка форма (макар и много по-голяма) във филмовата трилогия на Питър Джаксън, която иначе го показва като безплътно, пламтящо око на върха на кулата Барад-дур.

## История на Саурон, според творчеството на Толкин

### Преди сътворението на света
В “Айнулиндале“, космологичната легенда, предхождаща “Силмарилион“, се разказва за върховното същество Еру и създадените от мисълта му безброй безсмъртни духове (подобно на ангелите в християнството), наречени с общото айнури. Айнурите остават най-висшите духове (архангели) след самия Еру, а заедно с тях са създадени и други духове с по-нисък ранг, за да помагат на айнурите в техните дела. Тези духове са наречени маяри и Саурон е един от тях. Тъй като Саурон е създаден в самото начало и от Еру, той е със значително “по-висок ранг“, сила, умения и способности спрямо другите маяри, които идват по-късно в Средната земя, като Гандалф и Саруман.

### Падението на Саурон през Първата епоха

#### Слуга на Ауле
Маярите са били слуги и помощници на валарите и като такъв, Саурон е бил маяр на Ауле Твореца, където придобива много знания и умения. Истинското име на Саурон, дадено му в самото начало е Майрон (куеня – “Възхитителният“) и това е името което използва в Арда, докато не се присъединява в по-късни епохи към Мелкор. След падението си Саурон получава много имена: в Белерианд е наричан Горту “Мъглата на страха“ и Гортаур „Жестокият“ на синдарин, един от измислените от Толкин езици. Саурон е привлечен от мощта и силата на Мелкор да осъществява плановете си бързо и изкусно. Саурон става съгледвач на Мелкор на остров Алмарен, където обитават Валарите. Скоро след това Мелкор унищожава Алмарен, което принуждава Валарите да се укрият във Валинор, без да забележат предателството на Саурон. Малко след това Саурон напуска Благословеното царство и отива в Средната земя – голяма област земя, намираща се в центъра на Арда, където Мелкор вече е изградил и укрепил своята крепост. Така Саурон открито се присъединява към врага на Валарите, вече наречен от тях Моргот.

#### Лейтенант на Моргот
Саурон става изкусен и доверен първи слуга на Моргот, помагайки му във всички дела и научавайки всички хитрости и подлости от господаря си. С пробуждането на елфите в света, Саурон вече е главен лейтенант на Мелкор и нему е поверено командването на новата крепост Ангбанд. Според легендата, Валарите научават за делата на Мелкор и подхващат страховита война, която завършва с победа на Валарите и плен на Мелкор. Според присъдата на Валарите, Мелкор е окован с веригата Ангаинор и заточен в Пустотата. В тази война Саурон успява да избяга и да се укрие в Средната земя, където успява да издигне отново разрушения Ангбанд и отпочва създаването на пълчища от орки. След края на заточението си Мелкор се завръща в Блаженото царство, изумен от сътвореното от Валарите и най-вече от Силмарилите, създадени от Феанор. С измама и хитрост успява да открадне Силмарилите и да избяга обратно в Средната земя, където открива издигнатата отново стара крепост. Като главен лейтенант на Мелкор Саурон ръководи много войни срещу елфите, завладявайки елфическата крепост Минас Тирит (да не се бърка с града със същото име в Гондор от третата епоха) на остров Тол Сирион в Белерианд. 
Лутиен и огромното куче Хуан идват тайно на острова на Саурон, променени като Турингветил – вампир слуга на Моргот и Драуглуин върколака, за да освободят любимия на Лутиен – Берен, но Саурон усеща присъствието им и ги напада. Хуан остава да се бори с него и Саурон променя облика си и се превръща в огромен вълк. Силата на Хуан, обаче се оказва твърде голяма хапка за Саурон. След множеството си опити да се измъкне от захапката на Хуан, Саурон е принуден да променя физическата си форма, докато накрая, тежко ранен, се измъква и успява да избяга към Ангбанд. Лутиен разрушава затвора и освобождава всички затворници, включително и Берен.  Двамата тръгват към Удун и след много премеждия успяват да вземат обратно един от Силмарилите.
След Войната на гнева и победата на валарите,  Моргот е хвърлен завинаги във Външната пустота отвъд света, но Саурон отново успява да избяга, за да се превърне по-късно във следващият Мрачен владетел.

#### Втората епоха и Всевластните пръстени
Около 500 години след Втората епоха Саурон се появява отново. Като маяр, той все може да избира физическата си форма – умение, което бавно започва да губи. Саурон се появява с величава, красива и мъдра осанка сред елфите от средната земя и никой не успява изначално да прозре кой всъщност е той. Избира си име – Анатар, Властелин на даровете и със смирени слова и мъдри съвети успява да спечели напълно доверието на елфическите ковачи от Ерегион, водени от Келебримбор. С помощта на Саурон елфическите ковачи изковават Всевластните пръстени, като само в три от тях Саурон няма роля в изработката им и това са трите елфически пръстени Нария, Нения и Вилия. В останалите – деветте за хората и седемте за джуджетата, Саурон и имал пряка роля в създаването. През това време той внимателно кроял планове за подчиняване на всички свободни раси в Средната земя, изковавайки Единствения пръстен в кралството си Мордор. В него той вложил всичките си умения и магическа сила. С негова помощ той щял да управлява всички останали пръстени и да подчини волята на носителите им. Елфите обаче усетили влиянието му, когато Саурон надянал Единствения пръстен и бързо свалили техните пръстени. Разгневен от това, Саурон разкрил черните си замисли и започнал открита голяма война, с която успял да завладее голяма част от земята на запад от Андуин. Така той превзел Ерегион, убил Келебримбор и завладял Седемте и Деветте пръстена. Трите пръстена, обаче били спасени от елфите като всеки техен владетел укрил по един – Гил-галад (Вилия), Кирдан (Нария) и Галадриел (Нения). Саурон нападнал и обсадил Ломидол (Имладрис), нападнал Хазад-дум (станал известен по-късно като Мория) и Лотлориен и навлизал по-навътре в царството на Гил-галад. На помощ на елфите се притекла огромна армия от Нуменор, която обърнала хода на войната и сразени, силите на Саурон избягали обратно в Мордор. Саурон укрепил Мордор и завършил Черната кула Барад-дур. Присвоените пръстени раздал на крале на хората и на джуджетата. Докато джуджетата се оказали твърде издръжливи, за да се подчинят на волята му, хората се оказали най-лесни за изкушаване с техните желания за сила и богатства и така те охотно приели пръстените. Пръстените подчинявали волята на носителите им и рано или късно, според личните качества на всеки човек, всеки от тях падал под влиянието на Сауроновата воля. Освен това те удължавали живота им далеч отвъд отреденото им време, превръщайки всяка минута в непосилна тежест. Така носителите им бавно се превръщали в сенки – духове и най-страшни негови слуги – назгули, духове на пръстена. Орките станали негови слуги, заедно с троловете, а негови съюзници народите от Изтока Харад.

#### Падането на Нуменор
Пътуванията на Алдарион от Нуменор създали силна връзка с хора и елфи в средната земя, която ту западала, ту укрепвала. Към края на Втората епоха Ар-Фаразон, кралят на Нуменор повел огромна армия към Средната земя в помощ на жителите ѝ срещу Мордор и Саурон. При вида на огромната армия на нуменорците, техните брони и дълги мечове, Саурон се стъписал и бързо му станало ясно, че не може да се мери със силата на Нуменор, затова побързал да се предаде. Разкаял се пред тях за всички злини и изначало изглеждало като наистина да иска да се промени, но в сърцето си кроял планове за унищожаване на Нуменор отвътре. С помощта на пръстени, подарени на нуменорските владетели и Единствения пръстен, бавно и методично Саурон покварил владетелите на Подареното кралство, жадуващи за безсмъртие. Успял да ги убеди, че Валарите не са владетели на света и не са дарили Нуменорците с безсмъртие и че единствен той, като слуга на Мелкор, може да им осигури такова. Пръстените подчинявали носителите си и в Нуменор започнали да се извършват грозни ритуали и да се принасят човешки жертви в опити за достигане на безсмъртие. Саурон сочел на запад и уверявал владетелите на Нуменор, че трябва да поискат заслужено безсмъртие от валарите. Влиянието на Саурон било толкова силно, че успял да убеди последния владетел на Нуменор – Ар-Фаразон да атакува Аман (Блаженото кралство) по море, за да открадне безсмъртието от Валарите. Нуменорските кораби стъпили в Амана и всичко висяло на косъм, докато не обявили тази земя за своя. Въпреки лудостта на постъпката, Валарите не искали да воюват и наранят никого, затова поискали съвет и помощ от Еру, като изоставили напълно властта си над света в неговите ръце. След кратък момент Еру потопил целия атакуващия флот, унищожил всички армии и потопил целия остров Нуменор в морето, убивайки всички негови жители. Това действие не било в сметките на Саурон, който по това време бил оставен на острова като наместник на краля. След като морето погълнало острова, физическото тяло на Саурон било унищожено заедно с потъналия остров и с това той завинаги загубил способността си да придобива красива форма и единствения облик, който можел да приеме бил на страховит и мрачен тиранин.

#### Войната на последния съюз
Преди падението на Нуменор, водени от Елендил Високи, девет кораба, превозващи верни на валарите нуменорци успяват да се спасят поглъщането на острова от морето и да достигнат Средната земя. Там те основават кралствата Гондор и Арнор, а спасена фиданка от Бялото дърво, подарено на нуменорските владетели от валарите, създадено по подобие на Телперион е засадена в кралския двор в столицата на Арнор – Минас Итил. След дълги години на несигурен мир Саурон успява да събере сили, да придобие физическа форма и да се завърне в Мордор, а сигнал за връщането му е изригването на Съдбовния връх. Една нощ армия на Саурон налетяла върху столицата на кралството Арнор – Минас Итил, унищожила Бялото дърво, но синът на Елендил, Исилдур успял да се спаси бягайки надолу по река Андуин. Братът на Исилдур, Анарион защитавал Осгилиат и за известно време отблъсквал силите на Саурон обратно в планините. Виждайки, че няма да успеят да се справят без помощ, Исилдур и Анарион се обърнали към елфите за помощ и така създали Последния съюз на елфи и хора. Благодарение на общите си усилия те успели да победят армиите на Саурон при Дагорлад, току-пред самата порта на Черната страна. Черната порта – Моранон – била разбита и армиите на последния съюз на нахлули в Мордор и нападнали кулата Барад-дур. Кулата обаче била недостъпна за атаките на елфи и хора, затова армиите им се разположили наоколо в обсадата, която продължила седем години. Положението станало нетърпимо за Саурон и накрая, сам излязъл на битка лице в лице предводителите на хора и елфи – Елендил и Ерейнион Гил-галад. Двамата загинали в сраженията, а когато Елендил падна мъртъв, неговия меч – Нарсил се пречупил под тялото му. Ужасен и погълнат от ярост от смъртта на баща си, Исилдур се втурнал, сграбчил строшения меч и с това което е останало към дръжката му отсякъл с един замах Единствения пръстен от ръката на Саурон. Огромната сила на връзката между Саурон и Единствения пръстен била толкова голяма, че Саурон бил победен, духът му напуснал физическата си форма и отлетял на изток. Победените му армии се разбягали и укрили където намерят в Средната земя. Исилдур взел Единствения пръстен и Елронд и Кирдан го призовали да го унищожи, а с него и всяка връзка на Саурон със Средната земя, но той отказъл и го запазил за себе си като откуп за смъртта на баща си. 

### Трета епоха
Загубил голяма част от силите си, духът на Саурон прекарва хиляда години като безформено, дремещо зло. 
Няколко години след Войната на Последния съюз, Исилдур разбал за силата и мощта на пръстена, както и това, че няма воля на света, освен тази на господаря му, която да го подчини. Освен това все по-ясно усещал непреодолимото желание пръстенът да е винаги с него и все по-трудно го оставял. Разбрал, че няма достатъчно сили, за да преодолее това, Исилдур укротил гордостта си и решил да занесе пръстена в Ломидол, за да се реши съдбата му. Исилдур, както и никой друг в Средната земя не осъзнавал, че Единствения пръстен имал собствена воля, цели и способност, макар да изглежда косвена, да манипулира събитията. По време на пътуването на Исилдур към Ломидол той и малкия авангард който го съпътствал са нападнати от орки сред Перуникови поля, където разполагат лагер (историята за нападението е представена различно в “Недовършени предания“ където Исилдур е нападнат по време на пътуването). Въпреки че нуменорците са едри, добре въоръжени и много силни войни, яростта и броя на атакуващите ги орки накланя везните за изхода на нападението. По всичко изглежда, че огромната им ярост е подтиквана от близостта на пръстена. В крайна сметка, успяват да се спасят само двама нуменорци. Исилдур надянал пръстена, който го прави невидим, свалял бронята си и се хвърлил в река Андуин, за да избяга на орките. Тук пръстена се изхлузва от пръста му (неслучайно), орките го виждат да се бори с течението и го убиват с лъковете си. Единственият пръстен пада на дъното на реката, къето прекарва дълги векове.

#### Некромантът от Дол Гулдур
Пробуждането на Саурон съвпада с откриването на Единствения пръстен от Деагол, хобит от запасливците, живеещи по поречието на реката. Деагол и Смеагол били на риболов, когато лодката се преобърнала и Деагол паднал във водата, борейки се с уловена на въдицата едра риба. Забелязал нещо бляскаво на дъното и се гмурнал да го извади. Смеагол се приближил да види какво е извадил приятеля му и щом видял изящния пръстен тутакси бил обсебен от волята му. Отначало се опитал да убеди Деагол да му го даде като подарък за рождения си ден, но след като получил категоричен отказ двамата се сборичкали. Воден от невидима злоба и ярост Смеагол удушил Деагол и прибрал пръстена, чиито сили – да прави носителя си невидим щом бъде надянат – бързо му станали известни. Заради лошотия му и пакостите, които вършел невидим, хобитите го изгонили от селото и го нарекли Ам-гъл. Ам-гъл се скитал известно време мразен от народа си, след което се скрил дълбоко в Мъгливите планини.
Духовете на пръстена, деветте назгули усетили пробуждането на господаря си, но все още не долавяли присъствието на пръстена. Саурон избрал древен хълм в южната част на Зеленогор велики (наречен по-късно Мраколес, след затъмняването), където с помощта на назгулите и орките издигнали крепостта Дол Гулдур. Мястото не е случайно – то е близо до реката Андуин и мястото на гибелта на Исилдур. 
С пробуждането на Саурон валарите решили, въпреки падението на Нуменор и укриването на Блаженото кралство, да помогнат на хора и елфи в борбата с врага и изпратили петима истари (маяри). С набирането на сила на Саурон, набират сила и неговите най-близки слуги – назгулите. Техният предводител – Краля-чародей от Ангмар нападал многократно северното кралство Арнор и в крайна сметка го унищожава и превзема столицата Минас Итил, намираща се на западните хълмове на Мордор. От тогава градът се нарича Минас Моргул – градът на мрака. В него се намирал и палантир – един от седемте всевиждащи камъка, подарени на владетелите на нуменор от валарите.
Пробуждането на Саурон е пряк повод за създаването на Белият съвет съставен от Елронд, Галадриел, Кирдан, Гандалф и Саруман, а неговата цел – да обедини и направлява сили за борба с надигащата се нова сянка в Дол Гулдур. Макар изначално да смятали, че назгул обитава мястото, открили, че сам Саурон придобива форма в древната крепост. С общи услия Саурон е прогонен от крепостта и от Мраколес. Събрал достатъчно сили, Саурон успява да избяга в Мордор, обявява открито завръщането си, възстановява мрачната кула Барад-дур и отпочва създаването на многочислени армии от орки и гоблини. През 2951 г. хобитът Билбо Торбинс намира Единствения пръстен, докато придружава Гандалф и Торин Дъбощит в похода до Еребор. Билбо попада случайно в пещерата на Ам-гъл, докато бяга от орките, намира пръстена и след редица премеждия се завръща в Гарфството. 
Саруман бил обсебен от Единствения пръстен и жадувайки за власт, наивно използвал палантира на Ортанк, чрез който се свързвал с откраднатия от Минас Итил камък и който свързвал Саруман със Саурон. Разбира се, Саруман нямал нито волята, нито силата да устои на Саурон, затова привидно му се подчинявал, но всъщност събирал информация и кроял планове за намиране на Пръстена с надеждата, че може да управлява Средната земя и да низвергне Саурон. Междувременно, съгледвачи на Саурон заловили Ам-гъл, който бил напуснал пещерата си в търсене на изгубеното “безценно“. Пръстенът дарявал притежателя си с много дълъг живот и Ам-гъл не бил изключение, освен това бил обсебен до дъното на сърцете си от него и искал да си го върне на всяка цена. Ам-гъл бил изправен пред Саурон и след мъчения успели да научат, че пръстенът е бил намерен от хобит на име “Торбинс“ и че живее в местност, наричана “Графството“.

#### Войната на пръстена
През 3017 г. Гандалф най-сетне разбира, че пръстенът намерен от Билбо всъщност е Единствения пръстен. След доста премеждия успява да открие и залови Ам-гъл и от него научава, че е издал името на Билбо и къде живее. Билбо, макар и с големи усилия, оставя пръстена в Торбодън и заминава на пътешествие, като по този начин грижата за пръстена преминава у неговия осиротял племенник Фродо. Обезпокоен от откритието за Пръстена, Гандалф дава съвет на Фродо да отпътува от Графството час по-скоро. Първоначалният план е да се срещнат в Брее и докато Фродо пътува натам, Гандалф да потърси съвет от предводителя на Белия съвет – Саруман в Исенгард. Гандалф открива предателството на Саруман, но е пленен и затворен в кулата Ортанк. Фродо пристига в Брее, заедно с Мери, Пипин и Сам и открива, че Гандалф го няма, но срещат Бързоход (Арагорн). Сред като хобитите приемат Бълзоход за свой водач, всички поемат към Ламидол.
Междувременно, Саурон разбира, че пръстена е открит и трескаво започва търсенето му. Изпраща назгули в Графството, които откриват, че Билбо е отпътувал отдавна. Диренето продължава, а следите водят към Фродо, напуснала Брее. Назгулите откриват и нападат Фродо и спътниците му на Бурния връх, но благодарение на Арагорн са отблъснати. Фродо е тежко ранен и цялата група, бързаща към Ломидол, е пресрещната от елф, идващ точно от там. След пристигането им в Ломидол Фродо е излекуван и Елронд свиква съвет в който да се реши съдбата на Пръстена. След редица спорове се стига до решението пръстена да бъде занесен и хвърлен във вулканите на Съдбовния връх, а Фродо поема задачата да занесе пръстена, заедно със Задругата на пръстена. На този съвет Гандалф разкрива и измяната на Саруман. 

С цената на много рискове и с помощ от Ам-гъл, Фродо и Сам успяват да стигна до Мордор, а Арагорн използва палантира на Бялата кула в Минас Тирит, за да обърка Саурон и отклони вниманието му от хобитите в собствената му земя. След като Саурон вижда завърналия се наследник на Исилдур и Нарсил – мечът, отсякъл Единствения пръстен от ръката му, той предприема прибързана атака към Минас Тирит. Атаката е отблъсната с помощ от Рохиримите, а след това Арагорн предприема нова атака срещу Мордор, за да задържи вниманието на Саурон. Междувременно Фродо и Сам са предадени от Ам-гъл, чиято цел е да си върне Пръстена и Фродо е ужилен от Корубана. Сам успява да прогони Корубана и мислейки, че Фродо е мъртъв взима пръстена, за да довърши мисията. Привлечени от врявата пристигат орки и прибират тялото на Фродо в кулата на Кирит Унгол. От разговорите им Сам разбира, че Фродо не е мъртъв, тръгва след него и успява да го освободи от плена на орките. След много премеждия Фродо и Сам стигат до Съдбовния връх, но Фродо се оказва неспособен да унищожи Единствения пръстен, обявява го за свой и го надява на пръста си насред Мордор. В този момент Саурон научава, че е надхитрен и в то в собствената му страна и с огромен страх и отчаяние изпраща назгулите натам. Ам-гъл се появява внезапно, напада Фродо, въпреки че е невидим, и отхапва пръста заедно с пръстена от ръката му. Докато отстъпва назад, радвайки се, че най-сетне си е взел “Безценното“ Ам-гъл залита и пада в огнената пропаст, където загива, а с него и Единствения пръстен.
— Свърши се царството на Саурон! — изрече Гандалф. — Носителят на Пръстена е изпълнил Задачата.
А пълководците се взряха на юг към страната Мордор и им се стори, че пред черната плащаница на облаците още по-черна се надига чудовищна сенчеста фигура, непроницаема, увенчана с мълнии, изпълваща цялото небе. Огромна се извиси тя над света и протегна към тях с титанична заплаха страховита, ала безсилна ръка — още преди да се склони над тях, налетя мощен вятър, издуха я и тя изчезна; сетне настъпи мълчание.
Унищожаването на Единствения пръстен, унищожава и същността на Саурон, а също и неговите способности. Огромната сила и умения на Саурон са били вложени в този пръстен с една цел – да покори и подчини всички останали носители на пръстени. По този начин, пръстенът се превръща в огромно оръжие, но и в капан тъй като в него са заключени голяма част от силите и уменията на Саурон.    

### Външен вид и физическа форма
Едно от най-дръзките решения на Толкин е да остави представата за главния антагонист почти изцяло на въображението на читателя. Той е персонаж, който говори, издава заповеди, заплашва и измъчва, но няма описания отвъд “красив облик“ или “мрачен владетел“. В нито едно негово произведение или писмо няма описание на Саурон, макар да има негова илюстрация, нарисувана с акварел от самия Толкин. 
Първоначално Саурон е можел да променя приема физическа форма по желание, но когато станал слуга на Моргот, той си избрал зловеща и ужасяваща форма. В описанието на срещата на Саурон с Горлим през края на Първата се казва, че Горлим е ужасен от присъствието на Саурон и неговите плашещи, пронизващи очи. В битката с Хуан, кучето на Валинор, Саурон променя формата си няколко пъти в опит да победи Хуан – върколак изпървом, после на гигантска змия и накрая във вампир. Той приема красив и величав външен вид в края на Първата епоха, за да спечели Еонве, появявайки се като Анатар пред елфите и отново в подобна осанка към края на Втората епоха, за да поквари хората от Нуменор. При появата си в Нуменор Саурон отново избира красива форма, като един от тях, но по-висок – дори от нуменорците, които били значително по-високи от останалите хора в Средната земя. На хората им изглеждало, че Саурон е велик, въпреки че се страхували от светлината на очите му. В тази форма за мнозина той е изглеждал справедлив, за други ужасяващ, а за трети злокобен. 
След унищожаването на красивата му физическа форма при падението на Нуменор, Саурон винаги приема формата на ужасяващ Мрачен владетел. Първото му въплъщение след падението на Нуменор е описано като образ на злост и омраза, а Исилдур отбелязва, че ръката на Саурон е черна и въпреки това изгаряща като огън. 

Въпросът дали Саурон е имал физическа форма по време на събитията във Властелинът на пръстените остава неясен. От една страна той бива описван като око, но от друга има подказки, че е имал физическа форма. Свидетелство за това е разказ на Ам-гъл в който той казва, че Саурон има ръка, което само по себе си означава, че има и физическа форма: 
— Това трябва да е Минас Итил, изградена от Исилдур, сина на Елендил — каза Фродо. — Самият Исилдур отсякъл пръста на Врага.
— Да, Той има само четири на Черната ръка, ала и те стигат — потръпна Ам-гъл. — И мрази града на Исилдур.
В подкрепа на съществуването на физическа форма на Саурон е и чисто техническият въпрос, ако няма тяло, то как би могъл да използва пръстена. Реципрочно може да се зададе и въпросът как Саурон, който губи физическата си форма след падението на Нуменор успява да вземе пръстена си. 

#### Окото на Саурон
Във “Властелинът на пръстените“ “Окото“ (известно и с други имена, включително Червеното око, Злото око, Окото без клепач, Голямото око) е образът, който най-често се свързва със Саурон. Орките на Саурон носели символа на Окото върху своите шлемове и щитове и го наричали “Окото“, защото Саурон не позволявал името му да бъде писано или изричано, според Арагорн. По време на сблъсъка на предводителя на Назгулите със Еовин в битката при Пеленор, той я заплашва с изтезания пред “Окото без клепач“. Видението на Фродо в огледалото на Галадриел в Лориен описва Окото на Саурон: 
Сред мрачната бездна се появи Око, то бавно растеше, докато не изпълни почти цялото Огледало. Тъй страшно бе то, че Фродо стоеше вкаменен, без сили да извика или да отклони погледа си. Огън обрамчваше Окото, но самото то бе изцъклено, жълто като котешко, бдително и съсредоточено, а черният разрез на зеницата се отваряше към бездънна яма, прозорец към нищото.
По-късно Толкин пише така, сякаш Фродо и Сам наистина виждат Окото. Мъглите около Барад-дур се оттеглят за кратко и:
Стигнаха до пътя и откриха, че е широк, покрит с чакъл и утъпкана пепел. Фродо се изкатери горе, сетне сякаш нещо го тласна да обърне бавно лице към Изтока. В далечината висяха сенките на Саурон; ала разпокъсани от напора на волния вятър или раздвижени от могъщо вътрешно безпокойство, надвисналите облаци се завихриха и за миг се разгърнаха; и той видя — извисени и черни, по-черни и мрачни от необятните сенки наоколо, жестоките зъбери и желязната корона на най-горната кула на Барад-дур. Само за миг надникна тя, но сякаш от някакъв огромен, неизмеримо висок прозорец на север се стрелна червен пламък — пронизващият взор на Окото; а после сенките пак се склопиха и страшното видение изчезна. Окото не бе обърнато към тях — гледаше на север, където отчаяно се отбраняваха пълководците на Запада. И натам бе насочило цялата си злоба. Силата се надигаше за смъртоносен удар; ала от страховитата гледка Фродо рухна поразен. Ръцете му подириха верижката.
В "Силмарилион" се казва, че "малцина могат да устоят на Окото на Саурон Ужасния" дори преди тялото му да бъде изгубено във Войната на Последния съюз. Може да се каже, че “Окото“ отъждествява самата личност на Саурон, неговите емоции и мисли:
А нейде далече Силата в Барад-дур се разтърси и Кулата затрепери от основата до гордата и жестока корона, когато Фродо надяна Пръстена и го обяви за свой в Самат Наур, сърцето на черното царство. Мрачният владетел внезапно разбра за него и пронизвайки всички сенки, Окото му погледна отвъд равнината, към вратата, която сам бе създал; в ослепителен блясък той осъзна степента на собственото си безумие и най-сетне разкри замислите на противника. Тогава гневът му избухна с всеизгарящ пламък, ала страхът се надигна да го задави като облак от черен дим. Разбрал бе смъртната заплаха и гибелта, надвиснала над съдбата му.
Умът му отърси всички кроежи и паяжини от страх и измяна, всички стратегии и войни; тръпка пробягна по цялото му царство, робите му изстинаха от ужас, армиите спряха, а пълководците му, останали без водач и воля, се люшнаха към отчаяние. Бяха забравени. Цялата мисъл и воля на Силата, която ги тласкаше напред, сега се бе устремила в чудовищен напор към Планината. По неин зов Назгулите, Духовете на Пръстена, завиха назад с пронизителни крясъци и сред буря от криле полетяха по-бързо от вятъра в последен отчаян напън на юг, към Съдбовния връх.
Кристофър Толкин коментира за тази част: 
Пасажът е забележителен с това, че показва степента, до която баща ми беше стигнал до идентифицирането на Окото на Барад-дур с ума и волята на Саурон, така че да може да говори за “нейния гняв, страх, мисъл“. 